# Chandra Levy
Chandra Ann Levy (Cleveland, 14 de abril de 1977 - Washington, D. C, c. 1 de mayo de 2001)  fue una estudiante universitaria estadounidense, era una becaria de la Oficina Federal de Prisiones en Washington, D.C. que desapareció en mayo de 2001. Después de que se encontraran sus restos óseos en el parque Rock Creek en mayo de 2002 se presume que fue asesinada. El caso atrajo la atención de los medios de comunicación estadounidenses durante varios años.
Debido a un error de comunicación, el Departamento de Policía Metropolitana del Distrito de Columbia (MPD) no siguió sus propios parámetros de búsqueda en Rock Creek Park, dejando que el cuerpo de Levy se descompusiera durante un año. Además, el MPD había sido informado, pero pronto descartó la información de que Ingmar Guandique, ya detenido por atacar a mujeres en Rock Creek Park, había confesado haber atacado a Chandra. En cambio, el MPD puso gran parte de su atención en la revelación de que Levy había tenido una aventura con el congresista Gary Condit, un congresista demócrata casado, que en ese momento cumplía su quinto mandato como representante del 18.º distrito del Congreso de California, y miembro principal del Comité Selecto Permanente de Inteligencia de la Cámara de Representantes. Condit tenía una coartada abrumadora (estaba en reuniones con el vicepresidente), nunca fue señalado como sospechoso por la policía, y finalmente fue absuelto de cualquier implicación en la desaparición. Sin embargo, debido a la nube de sospechas que suscitó la intensa atención de los medios de comunicación sobre la becaria desaparecida y la posterior revelación del asunto, Condit perdió su candidatura a la reelección en 2002.
A raíz de una serie de reportajes de investigación realizados por The Washington Post en 2008, la policía de Memphis realizó una investigación y finalmente obtuvo una orden de arresto, el 3 de marzo de 2009, para detener a Ingmar Guandique, que había sido condenado por agredir a otras dos mujeres en Rock Creek Park en la época de la desaparición de Chandra y seguía en prisión por esas condenas cuando se emitió la orden de detención por la muerte de Chandra Levy. Los fiscales alegaron que Guandique había atacado y atado a Levy en una zona remota del parque y la había dejado morir por deshidratación o exposición a la intemperie. 
En noviembre de 2010, Guandique fue declarado culpable de asesinar a Levy; fue condenado en febrero de 2011 a 60 años de prisión. Sin embargo, en junio de 2015 se le concedió a Guandique un nuevo juicio. El 28 de julio de 2016, los fiscales anunciaron que no seguirían adelante con el caso contra Guandique y que, en su lugar, tratarían de deportarlo. En el episodio 3 de "An American Murder Mystery" sobre el caso, se menciona que en marzo de 2017 Guandique fue deportado a su El Salvador natal el 5 de mayo de 2017. El asesinato de Chandra sigue sin resolverse.

## Vida y antecedentes

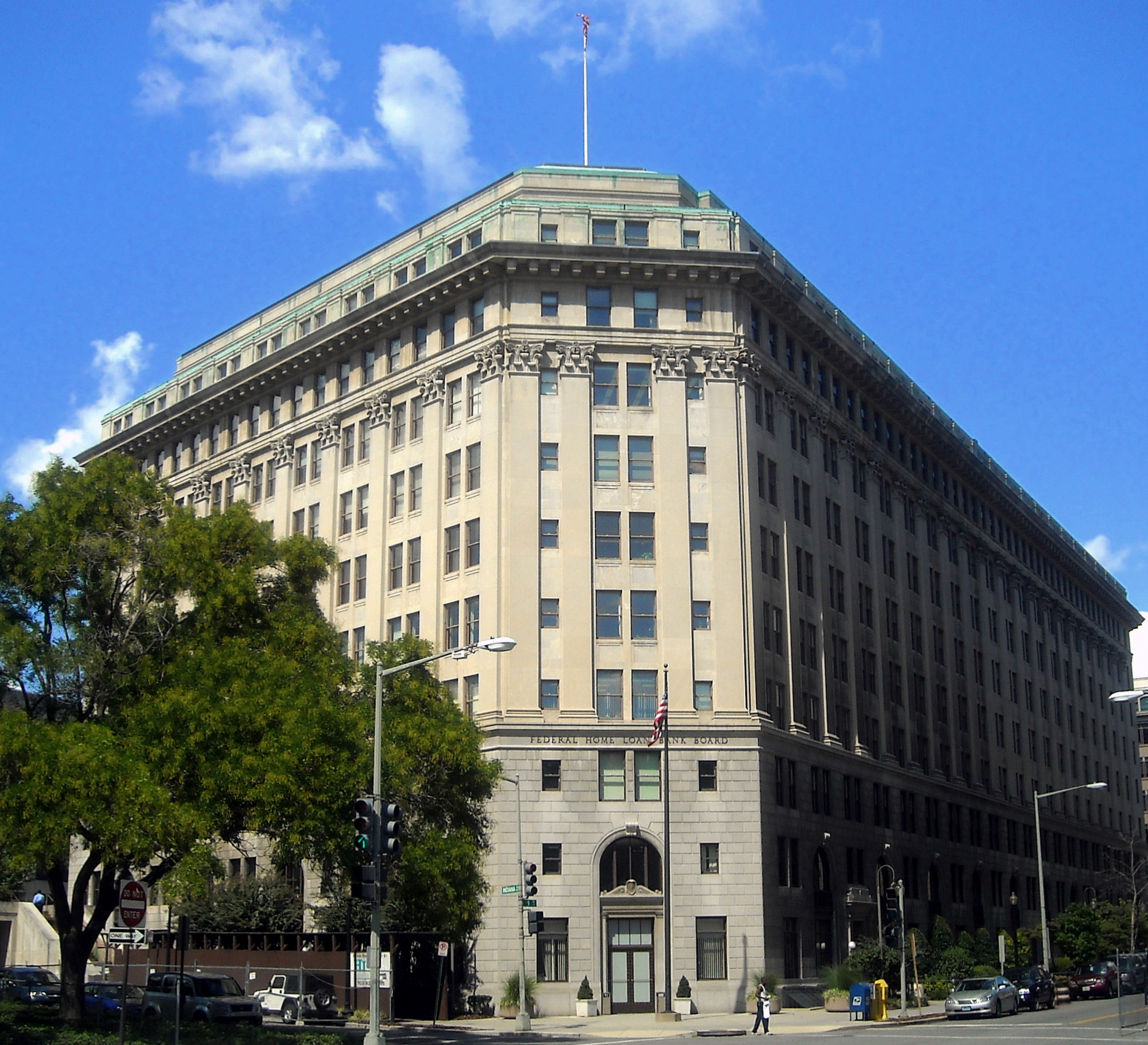
Chandra trabajó como becaria en la oficina central de la Oficina Federal de Prisiones en Washington, D.C.

Chandra nació en Cleveland (Ohio), hija de Robert y Susan Levy; la familia se trasladó a Modesto (California), donde asistió al instituto Grace M. Davis. Sus padres son miembros de la Congregación Beth Shalom, una sinagoga judía conservadora. Estudió en la Universidad Estatal de San Francisco, donde se licenció en periodismo. Después de trabajar como becaria en la Oficina de Educación Secundaria de California y de trabajar en la oficina del alcalde de Los Ángeles, Richard Riordan, comenzó a asistir a la Universidad del Sur de California para obtener un máster en administración pública.
Como parte de su último semestre de estudios, Chandra se trasladó a Washington D. C., para realizar unas prácticas remuneradas en la Oficina Federal de Prisiones. En octubre de 2000 comenzó sus prácticas en la sede de la oficina, donde fue asignada a la división de asuntos públicos. Su supervisor, el portavoz de la oficina Dan Dunne, quedó impresionado con el trabajo de Chandra, especialmente por su gestión de las consultas de los medios de comunicación sobre la próxima ejecución de Timothy McVeigh, condenado por el atentado contra el edificio federal de Oklahoma City. El periodo de prácticas de Chandra se interrumpió bruscamente en abril de 2001 porque se comprobó que ya había completado los requisitos de su maestría. Tenía previsto regresar a California en mayo de 2001 para graduarse.

## Caso de homicidio

### Desaparición y búsqueda
Chandra fue vista por última vez el 1 de mayo de 2001. El Departamento de Policía Metropolitana del Distrito de Columbia fue alertado por primera vez el 6 de mayo, cuando los padres de Chandra llamaron desde Modesto para informar de que no habían tenido noticias de su hija en cinco días. La policía llamó a los hospitales y visitó el apartamento de Chandra en Dupont Circle ese mismo día, sin encontrar ningún indicios de que le hubiese ocurrido algo malo. El 7 de mayo, el padre de Chandra dijo a la policía que su hija había tenido una aventura con un congresista estadounidense, y al día siguiente dijo que creía que el congresista era el representante estadounidense Gary Condit. La tía de Chandra también llamó a la policía y les dijo que Chandra le había hablado de la aventura. La policía obtuvo una orden de registro el 10 de mayo para llevar a cabo un registro formal del apartamento de Chandra. Los investigadores encontraron sus tarjetas de crédito, su identificación y su teléfono móvil abandonados en su bolso, junto con unas maletas parcialmente hechas. El contestador automático estaba lleno, con mensajes dejados por sus familiares y dos mensajes de Condit. Un sargento de la policía intentó examinar el ordenador portátil de Chandra y corrompió sin querer los datos de la búsqueda en Internet, ya que no era un técnico capacitado.
Los expertos informáticos tardaron un mes en reconstruir los datos para determinar que el portátil se utilizó la mañana del 1 de mayo para buscar sitios web relacionados con Amtrak, Baskin-Robbins, Condit, Southwest Airlines y un informe meteorológico de The Washington Post. Su última búsqueda, a las 12:59 horas, fue sobre Alsacia-Lorena, una región de Francia. Una búsqueda particular a las 11:33 a. m. fue para informarse sobre el Parque Rock Creek en la "Guía de Entretenimiento" de The Washington Post, luego a las 11:34 hizo clic en un enlace para que apareciera un mapa del parque. Los detectives se plantearon más tarde la posibilidad de que hubiera quedado con alguien en la mansión Pierce-Klingle, que alberga la sede del parque. El 25 de julio de 2001, tres sargentos de la policía de D.C. y 28 cadetes de la policía buscaron a lo largo de Glover Road en el parque, pero no encontraron pruebas relacionadas con Chandra. Posteriormente, en un segundo intento no se encontró nada.
Los padres y amigos de Chandra celebraron numerosas vigilias y conferencias de prensa en un intento de "traer a Chandra a casa".

### Relación con Condit

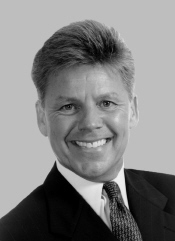
Gary Condit

La controversia en torno a la desaparición de Chandra atrajo la atención de los medios de comunicación estadounidenses. Condit, un hombre casado que representaba el distrito del Congreso en el que residía la familia de Chandra, negó al principio que hubiera tenido una aventura con ella. Aunque la policía declaró que Condit no era sospechoso, la familia de Chandra dijo que consideraba que Condit estaba siendo evasivo y que posiblemente ocultaba información sobre el asunto.
Fuentes policiales no identificadas alegaron que Condit había admitido haber tenido un romance con Chandra durante una investigación con los agentes de la ley el 7 de julio de 2001. Condit dijo de ella a la policía que era vegetariana y que evitaba beber y fumar. Pensaba que Chandra iba a volver a Washington D. C. tras su graduación y se sorprendió al descubrir que el contrato de alquiler de su apartamento había terminado. Los investigadores registraron el apartamento de Condit el 10 de julio. Más tarde, los funcionarios federales empezaron a investigar a Condit por posible obstrucción a la justicia y también interrogaron a la azafata Anne Marie Smith ya que esta también tenía una aventura con él. (Ella no conocía a Chandra). Molesto por las filtraciones a los medios de comunicación, Condit se negó a someterse a la prueba del polígrafo de la policía de Washington; su abogado afirmó que Condit había superado una prueba efectuada por un examinador contratado de forma privada el 13 de julio. Evitó responder a preguntas directas durante una entrevista televisada el 23 de agosto, con la presentadora de noticias Connie Chung en el programa Primetime Thursday de ABC News. La intensa cobertura continuó hasta que las noticias de los atentados del 11 de septiembre sustituyeron la cobertura mediática del caso Chandra Levy.
En una encuesta nacional de Fox News/Opinion Dynamics realizada en julio de 2001 entre 900 votantes registrados, el 44 por ciento de los estadounidenses encuestados pensaba que Condit estaba implicado en la desaparición de Chandra Levy y el 27 por ciento consideraba que debía dimitir. El 51 por ciento de los encuestados creía que actuaba como si fuera culpable; el 13 por ciento opinaba que debía volver a presentarse a las elecciones. Una muestra de la encuesta realizada en el distrito del Congreso de Condit tenía una opinión más favorable de este. El 5 de marzo de 2002, Condit perdió las elecciones primarias demócratas para su escaño en el Congreso frente a su antiguo ayudante, el entonces asambleísta Dennis Cardoza, citándose la controversia sobre Chandra Levy como un factor que contribuyó a ello. Fue citado a comparecer el 1 de abril de 2002 ante un gran jurado del Distrito de Columbia que investigaba la desaparición. La fecha se mantuvo en un secreto cuidadosamente guardado para evitar más filtraciones. Condit dejó el Congreso al final de su mandato, el 3 de enero de 2003, tras no ganar su candidatura a la reelección.

### Descubrimiento de sus restos

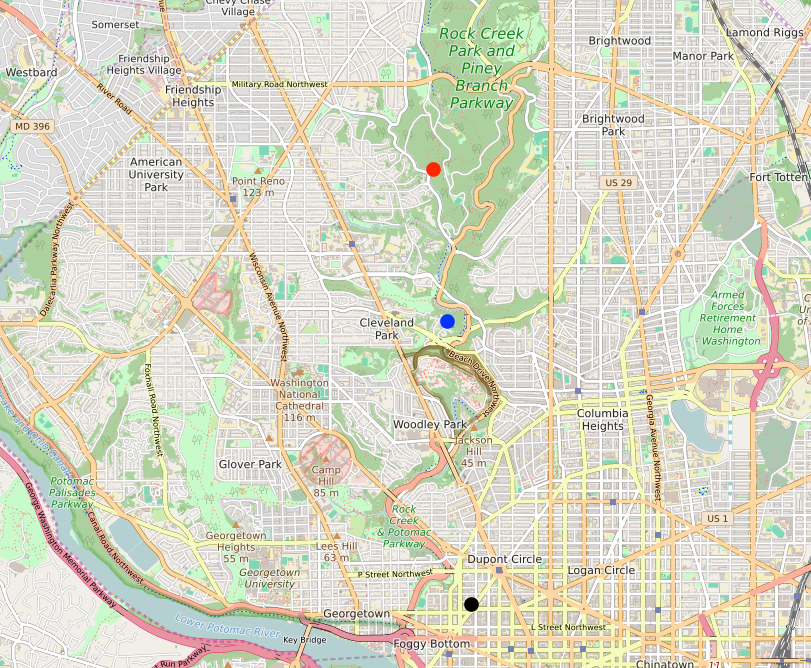
Círculo rojo: Lugar donde se encontró el cuerpo
Círculo azul: Oficinas del parque
Círculo negro: El apartamento de Chandra Levy

El 22 de mayo de 2002, sobre las 9:30 horas, un hombre que paseaba a su perro y buscaba tortugas en el parque Rock Creek, cerca del arroyo Broad Branch, descubrió restos óseos que coincidían con los registros dentales de Chandra Levy. Los detectives encontraron huesos y objetos personales esparcidos, pero no enterrados, en una zona boscosa a lo largo de una pendiente pronunciada. Un sujetador deportivo, una camiseta, unos leggings y unas zapatillas de tenis fueron algunas de las pruebas encontradas. Aunque la policía había registrado previamente más de la mitad de los 1.754 acres de la sección principal del parque (7,10 km²), no se había registrado la ladera boscosa donde finalmente se encontraron los restos de Levy. Los mandos policiales ordenaron que los perímetros de búsqueda estuvieran a menos de 100 metros de cada camino y sendero, pero debido a un error de comunicación, los agentes sólo buscaron a menos de 100 metros de cada camino. Los restos fueron encontrados a unos seis kilómetros del apartamento de Levy.
Tras la realización de una autopsia preliminar, la policía del Distrito de Columbia anunció que había pruebas suficientes para abrir una investigación por homicidio. El 28 de mayo, el médico forense del Distrito de Columbia, Jonathan L. Arden, declaró oficialmente que la muerte de Chandra Levy era un homicidio, pero dijo: «Es posible que nunca sepamos específicamente cómo murió». Arden encontró daños en el hueso hioides, lo que sugiere que posiblemente fue estrangulada, pero no lo consideró una prueba concluyente de dicha causa de muerte. El 6 de junio, después de que la policía terminara su búsqueda, unos investigadores privados contratados por los Levy encontraron un hueso de la pierna de la chica con un alambre retorcido a unos 25 metros de los demás restos. El jefe de policía Ramsey dijo: «Es inaceptable que no se hayan localizado estos restos».

### Servicios conmemorativos
El 28 de mayo de 2002, la familia Levy organizó un servicio conmemorativo en la plaza del centro de Modesto al que acudieron más de 1.200 personas, algunas de ellas llegadas desde Los Ángeles. Entre los oradores de la ceremonia, que duró 90 minutos, se encontraban el hermano, la abuela, la tía abuela y los amigos de Chandra Levy. En un panegírico pronunciado en hebreo e inglés por el rabino Paul Gordon, se describió a Chandra como "una buena persona que nos ha sido arrebatada demasiado pronto". Un año después, el 27 de mayo de 2003, los restos de Chandra fueron enterrados en el cementerio Lakewood Memorial Park de Hughson (California), cerca de su ciudad natal, Modesto. La ceremonia privada, a la que asistieron unos 40 amigos y familiares, concluyó con la suelta de 12 palomas blancas.

### Identificación del principal sospechoso
En septiembre de 2001, la policía de D.C. y los fiscales federales fueron contactados por el abogado de un informante, recluido en una cárcel de D.C., que afirmaba conocer al asesino de Chandra. El informante, cuya identidad se protegió por su seguridad, dijo que Ingmar Guandique, un joven de 20 años de El Salvador que también estaba detenido en la cárcel, le dijo que Condit le pagó 25.000 dólares para que matara a Chandra. Los investigadores descartaron la historia de Condit, porque Guandique ya había admitido haber agredido a otras dos mujeres en el mismo parque donde se encontraron los restos de Levy. Guandique no se presentó a trabajar el día de la desaparición de Chandra. Su antigua casera recordó que aquel día vio que tenía la cara arañada y con moratones en torno a esa hora. Los investigadores del caso Chandra Levy no entrevistaron a las otras víctimas de Rock Creek Park. El jefe de policía Ramsey evitó calificar a Guandique de sospechoso y lo describió como "persona de interés", diciendo a los periodistas que no hicieran "demasiado ruido" con él. El subjefe Terrance W. Gainer dijo que si Guandique hubiera sido considerado sospechoso, la policía de Washington habría ido tras él "como moscas a la miel".

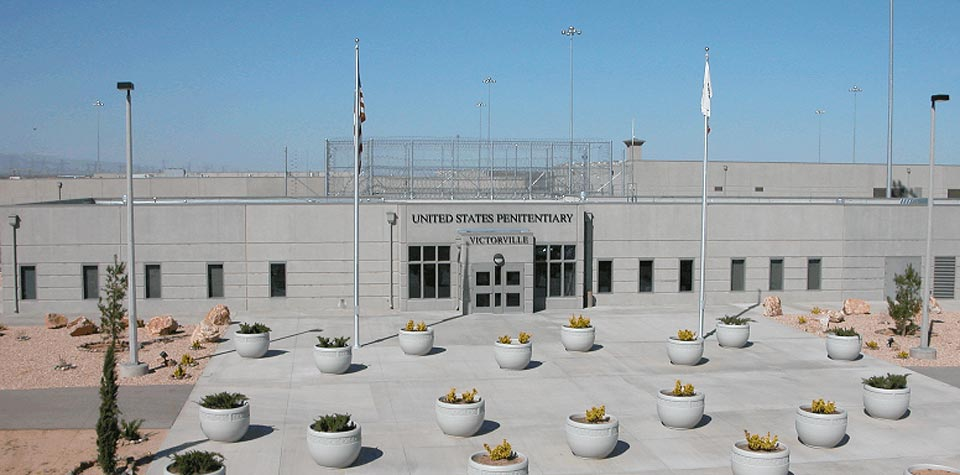
Guandique fue encarcelado en la Penitenciaría de los Estados Unidos, en Victorville, por agresiones contra otras dos mujeres en Rock Creek Park.

Guandique negó haber atacado a Chandra. El 28 de noviembre, el FBI hizo que el informante se sometiera a la prueba del polígrafo, que no superó. Una prueba poligráfica a Guandique, realizada el 4 de febrero de 2002, arrojó resultados no concluyentes que se consideraron oficialmente "no engañosos". Dado que ni el informante ni Guandique dominaban el inglés, el detective jefe del distrito de Columbia, Jack Barrett, dijo que hubiera preferido que las pruebas poligráficas fueran realizadas por examinadores bilingües, que no estaban disponibles en ese momento. Cuando se le preguntó a la jueza Noel Anketell Kramer sobre la posible conexión de Guandique con el homicidio de Chandra Levy, respondió: "Es un tema tan satélite. Para mí no tiene nada que ver con este caso". Kramer condenó a Guandique a 10 años de prisión por sus ataques a otras dos mujeres en el parque Rock Creek. Guandique fue enviado a la Penitenciaría de EE. UU., Big Sandy, cerca de Inez, Kentucky, y posteriormente fue trasladado a la Penitenciaría de EE. UU. en Victorville, California.

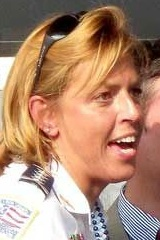
La jefa de policía de D.C., Cathy L. Lanier, en 2009

El homicidio de Chandra Levy permaneció en la lista de "casos sin resolver" hasta 2006, cuando Cathy L. Lanier sucedió a Ramsey como jefe de la policía de Washington. Lanier sustituyó al detective principal del caso por tres investigadores veteranos que tenían más experiencia en homicidios. En 2007, los editores de The Washington Post asignaron a un nuevo equipo de reporteros un año para reexaminar el caso Chandra Levy. La serie de artículos resultante, publicada durante el verano de 2008, se centró en el hecho de que la policía no había investigado a fondo la conexión de Guandique con los atentados de Rock Creek Park. En septiembre de 2008, los investigadores registraron la celda de la prisión federal de Guandique en California y encontraron una foto de Chandra que este había guardado de una revista. La policía entrevistó a conocidos de Guandique y a testigos de los otros incidentes de Rock Creek Park.

El 5 de marzo de 2009, el Tribunal Superior del Distrito de Colombia emitió una orden de detención contra Guandique. Fue devuelto a la custodia del Departamento Correccional del Distrito de Columbia el 20 de abril a través del Centro de Transferencia Federal de Oklahoma City. Dos días después, Guandique fue acusado en el Distrito de Columbia del asesinato de Chandra Levy. Fue acusado por un gran jurado de seis cargos: secuestro, asesinato en primer grado cometido durante un secuestro, intento de abuso sexual en primer grado, asesinato en primer grado cometido durante un delito sexual, intento de robo y asesinato en primer grado cometido durante un robo. Guandique se declaró no culpable en su comparecencia, en la que se fijó inicialmente la fecha del juicio para el 27 de enero de 2010. Sus abogados argumentaron que la celda de la prisión federal de Guandique estaba fuera de la jurisdicción de un registro ordenado por el tribunal. Después de que errores de procesamiento contaminaran algunas de las pruebas con ADN de algunos empleados de la fiscalía, la fecha de inicio del juicio en el juzgado H. Carl Moultrie se trasladó al 4 de octubre de 2010.

### Juicio de Guandique

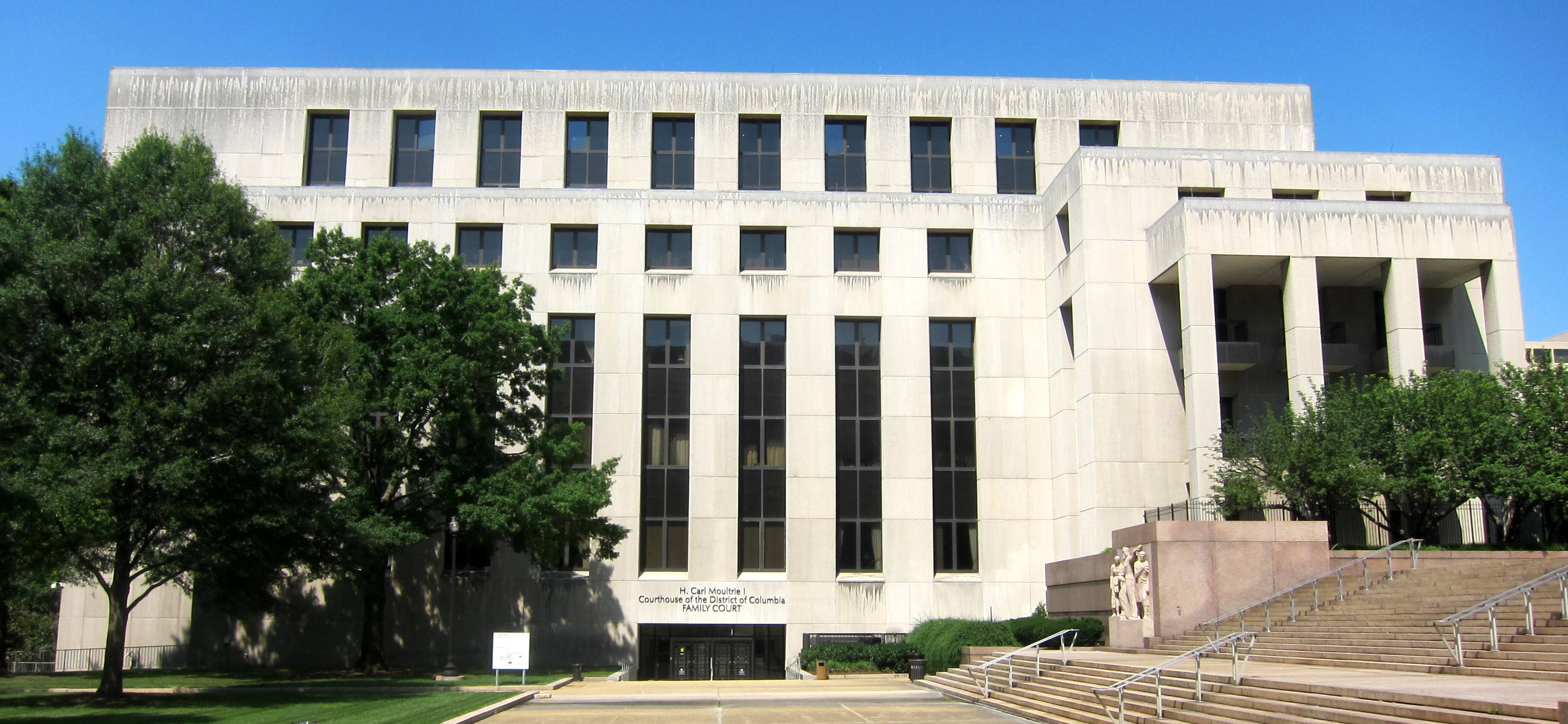
Guandique fue juzgado en el Tribunal H. Carl Moultrie de Washington, D.C..

El 18 de octubre de 2010 comenzó la selección del jurado en el Tribunal Superior del Distrito de Columbia ante el juez Gerald I. Fisher. El fiscal adjunto Fernando Campoamor-Sánchez presentó los nombres de los posibles testigos para el juicio, entre ellos el agente del FBI Brad Garrett y las dos mujeres a las que Guandique había agredido. Al comienzo del juicio, se esperaba que la exposiciónde la fiscalía durara unas cuatro semanas y el de la defensa un día. Los días 25 y 26 de octubre, Halle Shilling y Christy Wiegand declararon haber sido atacadas por Guandique mientras hacían footing de forma independiente en el parque Rock Creek. Wiegand relató que Guandique la agarró por detrás, la arrastró por un barranco y le puso un cuchillo en la cara.
El 26 de octubre de 2010, el padre de Chandra, que entonces tenía 64 años, subió al estrado y refutó las declaraciones sobre sus sospechas pasadas sobre Condit. Robert Levy testificó que durante los primeros años de la investigación dijo a las autoridades que su hija Chandra era demasiado prudente para correr sola por el parque, pero dijo que ya no creía que eso fuera así. Expuso que también dijo a la policía que su hija y Condit tenían previsto casarse en un plazo decinco años. En retrospectiva, Robert Levy admitió: "Sólo dije lo que se me ocurrió para señalarlo como el culpable". Añadió que había estado convencido de que Condit era "culpable hasta que supimos de este personaje de aquí", refiriéndose a Guandique. El 1 de noviembre, Condit declaró en el juicio y se le preguntó en al menos tres ocasiones si él y Chandra Levy habían mantenido una relación sexual. Respondió: "No voy a responder a esa pregunta por ser algo privado entre Chandra y yo". El biólogo del FBI Alan Giusti testificó que el semen encontrado en la ropa interior del apartamento de Levy contenía esperma que coincidía con el perfil de ADN de Condit.
El testigo de la acusación Armando Morales, que compartió celda con Guandique en la Penitenciaría de Estados Unidos en Kentucky, declaró que Guandique estaba preocupado por si iba a ser trasladado a otras prisiones en 2006 debido a la violencia de los reclusos contra los presuntos violadores. Morales declaró que Guandique, compañero de la pandilla Mara Salvatrucha, le confió que había matado a Chandra Levy mientras intentaba robarle, pero dijo que no la había violado. El 10 de noviembre, la fiscalía desistió de su alegato y retiró dos de los seis cargos que se le imputaban a Guandique: agresión sexual y asesinato asociado a esa agresión. El 15 de noviembre, la defensa se retractó sin llamar a Guandique al estrado. Otros testigos de la prisión llamados por la defensa refutaron el testimonio de Morales. José Manuel Alaniz dijo que Guandique no mencionó la violación ni el asesinato mientras compartía la celda con Alaniz y Morales en la penitenciaría de Kentucky. Alaniz admitió en el contrainterrogatorio que "no quería ser demasiado entrometido". La fiscalía retiró otros dos cargos porque habían prescrito: secuestro e intento de robo. Durante el alegato final de los cargos restantes de asesinato en primer grado cometido durante un secuestro y durante un robo, la fiscal Amanda Haines sostuvo que Guandique ató y amordazó a Chandra después de atacarla, dejándola morir de deshidratación o por exposición en el parque. La abogada de la defensa, Santha Sonenberg, contraatacó con la falta de pruebas de ADN que conectasen a Guandique con la escena del crimen. Calificando el caso de la fiscalía de "ficción", Sonenberg sugirió que Chandra había sido asesinada en otro lugar, y que su cadáver fue llevado y arrojado en el parque.
El jurado comenzó a deliberar el 17 de noviembre de 2010. Los procedimientos programados del caso sufrieron retrasos debido al aumento de la seguridad en el tribunal. Tras dos días de deliberaciones, todos los miembros del jurado menos uno votaron a favor de condenar a Guandique. Al tercer día, el jurado pidió al juez Gerald Fisher que aclarara la definición de agresión. Fisher respondió que cualquier lesión física podía considerarse legalmente una agresión, por pequeña que fuera. El 22 de noviembre de 2010, el jurado declaró a Guandique culpable de asesinato en primer grado. Tras el juicio, un miembro del jurado dijo que el testimonio de Morales fue decisivo para alcanzar el veredicto. La condena fue calificada de "milagro" por haberse alcanzado sólo con pruebas circunstanciales. Gladys Weatherspoon, que ya había representado a Guandique en los casos de agresión de 2001, declaró que estaba preocupada por el veredicto del jurado: "Simplemente creo que le iban a condenar de todos modos..... Se sentían mal por esa mujer, la madre. Está sentada ahí dentro todos los días". En una rueda de prensa posterior al juicio, Susan Levy dijo: "Siempre habrá un sentimiento de tristeza. Sin duda, puedo decir que el caso no queda cerrado". Desde la conclusión del juicio,

#### Sentencia y recursos
El 1 de febrero de 2011, los abogados de Guandique solicitaron un nuevo juicio por considerar que el veredicto se había obtenido de forma indebida. En la presentación de 17 páginas se afirmaba que los fiscales habían apelado a las emociones del jurado, utilizando "referencias a hechos no probados". La moción también alegaba que uno de los miembros del jurado, que no tomaba notas, había incumplido las instrucciones del juez de no dejarse "influenciar por las notas de otro miembro del jurado". La fiscalía se opuso a un nuevo juicio, argumentando que la cuestión de las notas no era más que un tecnicismo que no tenía un efecto significativo en el veredicto..
Guandique se enfrentaba a una pena mínima de 30 años y a una máxima de cadena perpetua sin posibilidad de libertad condicional. Al solicitar la máxima pena posible, los fiscales afirmaron que Guandique "es incapaz de controlarse a sí mismo y, por tanto, seguirá siendo siempre un peligro para las mujeres". Un memorando presentado por la fiscalía en febrero de 2011 citaba el acoso de Guandique al personal femenino de la prisión, como las insinuaciones sexuales a una enfermera y la masturbación delante de los guardias. El fiscal adjunto Fernando Campoamor-Sánchez reveló que había viajado a El Salvador con un detective para investigar las denuncias de que Guandique había huido de su país natal por sospechas de ataques contra mujeres de su país que se remontaban a 1999. Durante la vista de la sentencia, el 11 de febrero, Guandique dijo a la familia de Chandra: "Siento lo que le ocurrió a su hija", e insistió en su inocencia. Antes de que el juez Gerald Fisher recordara a Susan Levy que debía dirigirse al tribunal en lugar de al acusado, Levy le dijo: "¿De verdad le quitaste la vida? Mírame a los ojos y dímelo". Fisher denegó la moción de Guandique para volver a ser juzgado y dictó una sentencia de 60 años de prisión, afirmando que Guandique "será un peligro siempre. Es un depredador sexual".
Guandique mantuvo su inocencia durante la sentencia y ha mantenido su inocencia en los años posteriores al juicio.
El 25 de febrero de 2011, el abogado de oficio James Klein presentó un recurso contra la condena de Guandique ante el Tribunal de Apelación del Distrito de Columbia. Según el informe anual del tribunal, las apelaciones tardan una media de 588 días en resolverse. En diciembre de 2012 y enero de 2013, se dio a conocer al público una serie de audiencias secretas, pero el tema que se había tratado de las reuniones no fue revelado por el juez. Después de una tercera audiencia en febrero, el juez del caso desveló las transcripciones de las audiencias anteriores que revelaban que Klein buscaba un nuevo juicio basado en nuevas pruebas en el caso. Se programó una cuarta vista para abril de 2013.

#### Cargos retirados
El 22 de mayo de 2015, los fiscales retiraron su oposición a un nuevo juicio. Esto se debió en gran medida a las alegaciones de la defensa de que el testigo estrella de la acusación, Armando Morales, había cometido perjurio en el estrado. La defensa alegó que los fiscales no habían revelado que Morales era un informante de la cárcel con fama de no ser de fiar. Morales había negado ser un informante. La defensa también argumentó que Morales se inventó la confesión de Guandique con el fin de aumentar su valía ante los fiscales. El 3 de junio de 2015, la defensa dijo que un nuevo testigo, un vecino, llamó al 911 a las 4:37 de la madrugada del último día en que Chandra estuvo viva para informar que había escuchado un "grito espeluznante", posiblemente procedente del apartamento de Levy. El 4 de junio de 2015, el juez Gerald Fisher concedió una moción para el nuevo juicio. El 12 de junio de 2015, el juez Robert E. Morin fijó el nuevo juicio de Guandique para el 1 de marzo de 2016, pero en marzo, la fecha del juicio se trasladó al 11 de octubre de 2016.
En noviembre de 2015, los fiscales dijeron a un juez del Tribunal Superior de Washington que su oficina no había entregado documentos a la defensa antes del primer juicio del acusado. En diciembre de 2015, los abogados de la defensa argumentaron en nuevas presentaciones judiciales que los cargos debían ser desestimados debido a errores de la fiscalía.
El 28 de julio de 2016, los fiscales anunciaron que no seguirían adelante con el caso contra Guandique y que, en su lugar, tratarían de deportarlo. Según The Washington Post, los fiscales perdieron la confianza en el caso tras conocer que Morales, que vive en Maryland, había sido grabado en secreto admitiendo haber mentido en el estrado de los testigos durante el juicio de 2010. Babs Proller, la mujer que realizó la grabación, la entregó a la policía. La Fiscalía se limitó a declarar que, con base en la nueva información que había salido a la luz durante la semana anterior, ya no había pruebas suficientes para seguir adelante con el nuevo juicio. En el episodio 3 de "An American Murder Mystery" sobre el caso, se menciona que en marzo de 2017 Guandique fue deportado a su El Salvador natal el 5 de mayo de 2017.

### Cobertura mediática
La desaparición de Chandra Levy se convirtió en un tema nacional de los medios de comunicación en el verano de 2001, con el 63% de los estadounidenses siguiendo de cerca el caso. Los medios de comunicación abrumaron a los padres de Chandra desde el momento en que decidieron ir a Washington D. C., en busca de su hija. Según Condit, un centenar de reporteros acamparon frente a su apartamento durante la mañana del 11 de septiembre de 2001, pero todos se marcharon cuando se difundió la noticia de los atentados terroristas de ese día en Nueva York y Washington. Los críticos de los medios de comunicación y los ejecutivos de las noticias por cable citaron posteriormente el caso de Levy, así como la cobertura sensacionalista simultánea de una serie de ataques de tiburones, como un reflejo de la manera de cubrir las noticias en Estados Unidos antes de que los ataques del 11 de septiembre tuvieran prioridad.
En 2002, el periódico Roll Call de D.C. informó por primera vez de la posible conexión de Ingmar Guandique con el caso, con poco efecto sobre el enfoque que los medios de comunicación daban a Condit. La comentarista conservadora Michelle Malkin señaló la ausencia de titulares sobre el interrogatorio de un inmigrante ilegal en el caso Levy. Dijo que en su revisión de 115 noticias de la base de datos Lexis-Nexis, ni una sola mención de Guandique se refería a su condición de "extranjero ilegal criminal". Calificó la "flagrante omisión" de su estatus como "un acto de negligencia noticiosa". Escribió que sólo el muy conservador Human Events había informado de que el Servicio de Inmigración y Naturalización había aprobado que trabajara legalmente mientras solicitaba un . Esa solicitud fue finalmente denegada, pero no antes de que agrediera a otras dos mujeres en el parque Rock Creek.
En 2005, el periodista de investigación Dominick Dunne dijo en Larry King Live que creía que Gary Condit tenía más información sobre el caso Chandra Levy de la que había revelado. Condit presentó dos demandas contra Dunne, obligándole a llegar a un acuerdo económico no revelado en una de ellas. En 2008, el juez de distrito Peter Leisure desestimó la otra demanda que alegaba calumnias, porque "el contexto en el que se hicieron las declaraciones de Dunne demuestra que formaban parte de una discusión sobre la "especulación" en los medios de comunicación y la cobertura mediática inexacta".
Durante el verano de 2008, The Washington Post publicó una serie de trece partes anunciada, en parte, como "una historia del periodismo de rebaño de la prensa sensacionalista y de la prensa convencional que ayudó a que la investigación descarrilara". Los dos reporteros de investigación que estuvieron detrás de la serie del Post, Scott Higham y Sari Horwitz, escribieron un libro que detallaba su investigación. El libro, Finding Chandra, se publicó en mayo de 2010. Los comentaristas, entre ellos el reportero de The Washington Post Metro, Robert Pierre, escribieron que el énfasis en una víctima de asesinato blanca y glamurosa, cuando "cada año son asesinadas en esta ciudad unas 200 personas, la mayoría de ellas negras y de sexo masculino", era "absolutamente absurdo y me atrevería a decir que racista, en su esencia".
Los medios de comunicación fueron criticados por su "precipitación en el juicio" al sugerir, a veces de forma descarada, que Condit era culpable del asesinato, especialmente en los primeros días de la investigación, Algunos de los reporteros que acamparon frente a la casa de Condit en Washington fueron citados diciendo que permanecerían allí "hasta que dimitiera". Cuando Ingmar Guandique fue condenado por el asesinato de Levy en noviembre de 2010, el abogado de Condit, Bert Fields, comentó: "Es una reivindicación completa, pero llega un poco tarde. ¿Quién le devuelve su carrera?".
En el 17.º aniversario del homicidio, la madre de Chandra siguió presionando para que se siguiese investigando la muerte de su hija.

## Impacto
La muerte de Chandra Levy ha tenido un impacto duradero, debido en parte a los esfuerzos de su familia y amigos. La desaparición de Chandra se produjo después de otros casos de gran repercusión que condujeron a la creación de recursos para jóvenes adultos desaparecidos. Por ejemplo, los padres de Chandra no tardaron en solicitar ayuda a la Carole Sund/Carrington Memorial Reward Foundation, un grupo sin ánimo de lucro que se creó en Modesto después de que tres excursionistas desaparecieran en una excursión al parque nacional de Yosemite en 1999 y posteriormente fueran encontradas muertas. Esa fundación, que ofreció a los Levy apoyo personal y contribuyó a una recompensa en metálico por información sobre la desaparición de Chandra, se fusionó con el Fondo de Búsqueda y Rescate de Laci y Conner en 2009; Susan Levy había participado anteriormente en las búsquedas para encontrar a Laci Peterson, otra mujer desaparecida de Modesto. En 1997, cuando Kristen Modafferi desapareció misteriosamente de la zona de la bahía de San Francisco apenas tres semanas después de cumplir 18 años, sus padres acudieron a su congresista en busca de ayuda, ya que no tenían derecho a recibirla del Centro Nacional para Menores Desaparecidos y Explotados. Como resultado, el Congreso promulgó la "Ley de Kristen" en octubre de 2000, que creó el Centro Nacional de Adultos Desaparecidos (NCMA) dentro del Departamento de Justicia de Estados Unidos para coordinar estos casos de personas desaparecidas. En el momento en que Chandra Levy desapareció, ya existían instituciones para dar apoyo a su familia y ayudar en la búsqueda a nivel nacional para localizarla. Aunque la familia Levy se movió rápidamente para movilizar todos los recursos disponibles, incluyendo el ofrecimiento de una recompensa en metálico por información, la contratación de sus propios investigadores y la búsqueda de la atención de los medios de comunicación, esos esfuerzos para localizar a Chandra Levy o encontrar a su asesino se vieron eclipsados por las especulaciones que rodearon su posible relación con Condit. Posteriormente, Susan Levy unió sus fuerzas a las de Donna Raley, madre de otra joven desaparecida en Modesto en 1999, para formar "Wings of Protection", un grupo de apoyo a personas con seres queridos desaparecidos. La empresa Mary Ann Liebert, editora del Journal of Women's Health and Gender-Based Medicine, concedió su premio anual Criterion Award a Susan Levy por su trabajo con "Wings of Protection" en mayo de 2002.
La revista Newsweek declaró que los medios de comunicación podían haberse vuelto más escépticos con respecto a la "mentalidad de rebaño" y estar abiertos a sospechosos alternativos después del caso Chandra Levy. La policía de D.C. afirmó que habría descubierto el cuerpo de Levy antes, si no hubiese sido por un error de comunicación sobre el radio de acción del alcance de la búsqueda, lo que provocó que el cuerpo permaneciera sin descubrir durante más tiempo. Tanto el jefe de detectives, Jack Barrett, como el jefe de policía, Charles H. Ramsey, han dejado desde entonces el cuerpo de policía de D.C. Ramsey pasó a ser jefe del Departamento de Policía de Filadelfia; Barrett, que pasó a ser analista de una empresa en Arlington, Virginia, declaró en retrospectiva que los medios de comunicación habían impuesto "muchísima presión" a la policía de D.C. Estaba previsto que Morales, que cumple condena por conspiración para distribuir metanfetamina y crack, saliese en libertad el 5 de agosto de 2016. Condit se retiró de la política y se trasladó a Phoenix (Arizona) con su mujer para gestionar un negocio inmobiliario y abrir dos franquicias de Baskin-Robbins, que ya han cerrado.

## Otras lecturas
- Daugherty, Ralph (2004). Murder on a Horse Trail: The Disappearance of Chandra Levy. Lincoln, Nebraska: iUniverse. ISBN 978-0-595-31847-6. OCLC 57542114.
- Higham, Scott; Horwitz, Sari (2010). Finding Chandra: A True Washington Murder Mystery. New York City: Charles Scribner's Sons. ISBN 978-1-4391-3867-0. OCLC 430842090.